# The Mystery of Grandfather's Clock
The Mystery of Grandfather's Clock è un cortometraggio muto del 1912 diretto da Edmund Lawrence. Il film, che fu  prodotto dalla Kalem Company, aveva come protagonisti Tom Moore e Alice Joyce. Tra gli altri interpreti, George Moss, Stuart Holmes, James B. Ross, George W. Middleton.

## Produzione
Il film fu prodotto dalla Kalem Company.

## Distribuzione
Distribuito dalla General Film Company, il film - un cortometraggio in una bobina - uscì nelle sale statunitensi il 6 novembre 1912.